# 国際連合安全保障理事会決議130
国際連合安全保障理事会決議130（こくさいれんごうあんぜんほしょうりじかいけつぎ130、英: United Nations Security Council Resolution 130, UNSCR130）は、1958年11月25日に国際連合安全保障理事会で採択された決議。同年10月25日の国際司法裁判所のホセ・グスタボ・ゲレーロ（José Gustavo Guerrero）判事の死去を悼み、後任判事の選出について決定するものである。

## 概要
理事会は、この決議の1カ月前に亡くなったゲレーロ判事の死去を悼んだうえで、国際司法裁判所の規程に従い、国際司法裁判所の空席は、第14会期中に行われる総会での選挙によって埋め合わせされることを決定した。決議は無投票採択された。

## 詳細
以下はその和訳。
安全保障理事会は、
1958年10月25日の判事ホセ・グスタボ・ゲレーロが亡くなったことに遺憾の意を表し、
さらに、故人の残りの任期に対する国際司法裁判所の空席が生じたので、同裁判所規程の条項に従って補充されなければならないこと、
及び同第14条に基づき、空席を埋めるための選挙の日程は安全保障理事会が定めるものとすることに留意して、
空席を埋めるための選挙は第14回総会または第14回総会前の特別会合で行われるものとすることを決定し、また、同第14条に基づき、空席を埋めるための選挙の日程は安全保障理事会が定めるものとする。